# Wunderland Kalkar
Koordinaten: 51° 45′ 51″ N, 6° 19′ 34″ O
Das Wunderland Kalkar (bis Anfang 2005 Kernwasser-Wunderland) ist ein von der Kernwasser Wunderland Freizeitpark GmbH betriebenes Freizeitzentrum, das ab 1995 auf dem Areal des niemals in Betrieb gegangenen schnellen Brüters in Kalkar (Nordrhein-Westfalen) errichtet wurde. Teile der Anlage sind ein Kongresszentrum mit 20 Tagungsräumen und der Familien-Freizeitpark Kernie’s Familienpark. Der niederländische Unternehmer Hennie van der Most kaufte die 1991 aufgegebene Anlage des Atomkraftwerks 1995 für einen Kaufpreis zwischen drei und fünf Millionen DM. Geschäftsführer war Han Groot Obbink. Zum 1. August 2022 wurde das Wunderland von dem niederländischen Unternehmen DeFabrique übernommen.

## Attraktionen Kernie’s Familienpark

Wunderland Kalkar

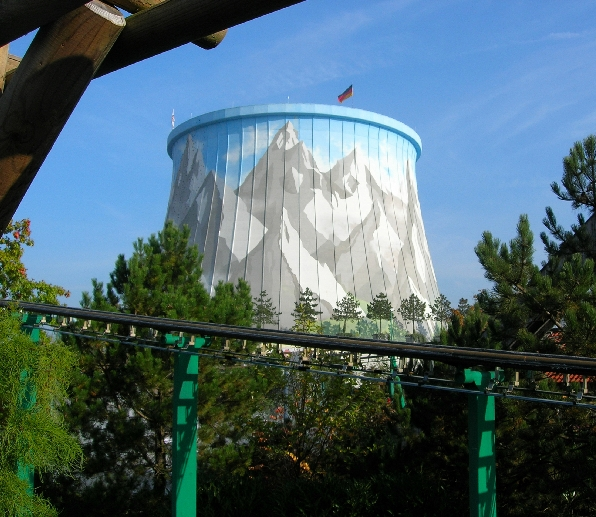
Achterbahn mit dem Kühlturm im Hintergrund

Es gibt insgesamt 40 Attraktionen auf dem Gelände, unter anderem eine Achterbahn, das Kettenkarussell Flying Caroussel, die Vertikalfahrt Jumping Star, Kernie’s Boot, das nostalgische Karussell Merry Go Round, das Riesenrad Mini Ferris Wheel und eine Wildwasserbahn. 2008 eröffnete außerdem ein Disk’O.
Die Außenwand des Kühlturms wurde zu einer Kletterwand umfunktioniert. Außerdem beherbergt er seit 2009 ein neues Groß-Kettenkarussell namens Vertical Swing, das 25 Tonnen wiegt und mit seinen 33 m Höhe den Rand des Turms überragt; dazu gibt es einen Kinderpark mit zehn verschiedenen Attraktionen.
Achter- und Wasserbahnen
| Name           | Hersteller | Typ             | Eröffnungsjahr |
| -------------- | ---------- | --------------- | -------------- |
| Achterbahn     | Zamperla   | Powered Coaster | 2000           |
| Wildwasserbahn | Zamperla   | Wildwasserbahn  | 2000           |

Hoch- und Rundfahrgeschäfte
| Name             | Hersteller | Typ              | Eröffnungsjahr     |
| ---------------- | ---------- | ---------------- | ------------------ |
| Pirat            | Zamperla   | Galleon swinging | 2000               |
| Tea Cup          | Zamperla   | Tea Cup          | 2001               |
| Kernie’s Boot    | Zamperla   | Rockin’ Tug      | 2004               |
| Flying Carousel  | Zamperla   | Kettenkarussell  | 2000               |
| Ballon Race      | Zamperla   | Ballon Race      | 2000               |
| Samba Tower      | Zamperla   | Samba Tower      | 2000               |
| Demolition Derby | Zamperla   | Demolition Derby | 2000               |
| Vertical Swing   | Soriani    | Vertical Swing   | 2009               |
| Disk’O           | Zamperla   | Disk’O           | 2008               |
| Jumping Star     | Zamperla   | Jumping Star     | 2000               |
| Regatta          | Zamperla   | Regatta          | 2000               |
| Atlantis         | Huss Rides | Condor           | 2016 (gebaut 1994) |

Themen- und Rundfahrten
| Name         | Hersteller | Typ       | Eröffnungsjahr |
| ------------ | ---------- | --------- | -------------- |
| Ferris Wheel | Zamperla   | Riesenrad | 2001           |

## Trivia
Auf dem nördlichen Teil des Geländes befindet sich der Hubschrauberlandeplatz Kalkar.
Auf dem südlichen Teil gibt es sechs Hotels, unter anderem Hotel Charlotte, Hotel Rosalie, Hotel Barbara und Hotel Rosamunde als Teil des Resorts. Die Hotels entsprechen dem DEHOGA-2-Sterne-Standard.
In den Jahren 2017 und 2019 tagte der nordrhein-westfälische Landesverband der Alternative für Deutschland in den Tagungsräumen des Wunderlands, 2020 der Bundesparteitag.
Während der COVID-19-Pandemie dienten die Hallen als Impfzentrum. Außerdem wurde während des Lockdowns 2020/2021 ein Drive-in-Weihnachtsmarkt veranstaltet.